# Erik Jansson (1910–1983)
För andra personer med samma namn, se Erik Jansson.
Axel Erik Jansson, född 1 april 1910 i Fröslunda församling, Uppland död 19 oktober 1983 i Råsunda församling, Solna, var en svensk ombudsman och socialdemokratisk politiker.

## Biografi
Jansson var ledamot av riksdagens första kammare från 1952 i valkretsen Stockholms och Uppsala län. Han är gravsatt i minneslunden på Solna kyrkogård.